# Stanislav Kučera
Stanislav Kučera (* 14. února 1945) byl slovenský a československý politik, po sametové revoluci poslanec Sněmovny lidu Federálního shromáždění za Kresťanskodemokratické hnutie.

## Biografie
Ve volbách roku 1990 zasedl za KDH do Sněmovny lidu (volební obvod Středoslovenský kraj). Ve Federálním shromáždění setrval do voleb roku 1992.